# Cobadin
Cobadin est une ville de Roumanie, dans le județ de Constanța.

## Démographie
Lors du recensement de 2011, 73,73 % de la population se déclarent roumains, 3,83 % comme roms, 11,68 % comme turcs et 4,86 % comme tatars (5,82 % ne déclarent pas d'appartenance ethnique et 0,05 % déclarent appartenir à une autre ethnie).

## Politique
| Parti | Parti                                                          | Sièges |
| ----- | -------------------------------------------------------------- | ------ |
|       | Parti social-démocrate (PSD)                                   | 6      |
|       | Parti national libéral (PNL)                                   | 6      |
|       | Parti Mouvement populaire (PMP)                                | 2      |
|       | Union démocrate des Tatars turco-musulmans de Roumanie (UDTTR) | 1      |